# Dimityr Iwanow (ur. 1950)
Dimityr Todorow Iwanow (bułg. Димитър Тодоров Иванов; ur. 8 grudnia 1950 w Botewgradzie) – bułgarski zapaśnik walczący w stylu klasycznym. Srebrny medalista mistrzostw świata w 1974 i piąty w 1975. Wicemistrz Europy w 1973, a także świata juniorów w 1969 roku.